# Lista președinților din Costa Rica
Următorul tabel conține o listă a președinților și sefilor de stat din Costa Rica de la independența Americii Centrale față de Spania și Mexic. Între 1823 și 1839 Costa Rica a fost stat component al Statelor Unite ale Americii Centrale; iar după un stat independent.
| Șefi de stat ai Costa Rica          | Mandat       | Partid | Note                                                               |
| ----------------------------------- | ------------ | ------ | ------------------------------------------------------------------ |
| Juan Mora Fernández                 | 1825-1833    |        | Două mandate succesive; reales în 1829.                            |
| José Rafael de Gallegos y Alvarado  | 1833-1835    |        |                                                                    |
| Manuel Fernández Chacón             | 1835         |        |                                                                    |
| Braulio Carrillo Colina             | 1835-1837    |        | Primul mandat.                                                     |
| Manuel Aguilar Chacón               | 1837-1838    |        |                                                                    |
| Braulio Carrillo Colina             | 1838-1842    |        | Cel de-al doilea mandat.                                           |
| Francisco Morazán Quesada           | Apr-Sep 1842 |        | Demis prin revoltă populară; executat la 15 septembrie 1842.       |
| Antonio Pinto Soares                | Sept 1842    |        | Venit la putere după o revoltă polulară, demis foarte rapid.       |
| José María Alfaro Zamora            | 1842-1844    |        | Primul mandat.                                                     |
| Francisco María Oreamuno Bonilla    | 1844-1846    |        |                                                                    |
| José María Alfaro Zamora            | 1846-1847    |        | Cel de-al doilea mandat.                                           |
| José María Castro Madriz            | 1847-1848    |        |                                                                    |
| Președinți ai Republicii Costa Rica | Mandat       | Partid | Note                                                               |
| José María Castro Madriz            | 1848-1849    |        | "Fondator al Republicii". Primul mandat prezidențial.              |
| Miguel Mora Porras                  | 1849         |        |                                                                    |
| Juan Rafael Mora Porras             | 1849-1859    |        |                                                                    |
| José María Montealegre Fernández    | 1859-1863    |        |                                                                    |
| Jesús Jiménez Zamora                | 1863-1866    |        | Primul mandat.                                                     |
| José María Castro Madriz            | 1866-1868    |        | Cel de-al doilea mandat.                                           |
| Jesús Jiménez Zamora                | 1868-1870    |        | Cel de-al doilea mandat.                                           |
| Bruno Carranza Ramírez              | Apr-Aug 1870 |        | Lovitură de stat.                                                  |
| Tomás Guardia Gutiérrez             | 1870-1876    |        | Primul mandat.                                                     |
| Aniceto Esquivel Sáenz              | May-Jul 1876 |        | Lovitură de stat.                                                  |
| Vicente Herrera Zeledón             | 1876-1877    |        |                                                                    |
| Tomás Guardia Gutiérrez             | 1877-1882    |        | Cel de-al doilea mandat.                                           |
| Saturnino Lizano Gutiérrez          | 1882         |        |                                                                    |
| Próspero Fernández Oreamuno         | 1882-1885    |        | Decedat în timpul mandatului.                                      |
| Bernardo Soto Alfaro                | 1885-1890    |        | Elected in his own right in 1886.                                  |
| José Joaquín Rodríguez Zeledón      | 1890-1894    | PC     |                                                                    |
| Rafael Yglesias Castro              | 1894-1902    |        | Două mandate consecutive.                                          |
| Ascensión Esquivel Ibarra           | 1902-1906    | PUN    |                                                                    |
| Cleto González Víquez               | 1906-1910    | PN     | Primul mandat.                                                     |
| Ricardo Jiménez Oreamuno            | 1910-1914    | PRN    | Fiul lui Jesús Jiménez Zamora. Primul mandat.                      |
| Alfredo González Flores             | 1914-1917    | PRN    | Deposed by Tinoco in a coup.                                       |
| Federico Tinoco Granados            | 1917-1919    |        | Două mandate consecutive. Răstrurnat prin revoltă populară.        |
| Juan Bautista Quirós Segura         | Aug-Sep 1919 |        | Obligat să își dea demisia de către guvernul SUA.                  |
| Francisco Aguilar Barquero          | 1919-1920    | PRN    | Președinte intermar; puteri dictatoriale.                          |
| Julio Acosta García                 | 1920-1924    | PC     |                                                                    |
| Ricardo Jiménez Oreamuno            | 1924-1928    | PRN    | Cel de-al doilea mandat.                                           |
| Cleto González Víquez               | 1928-1932    | PUN    | Cel de-al doilea mandat.                                           |
| Ricardo Jiménez Oreamuno            | 1932-1936    | PRN    | Cel de-al treilea mandat.                                          |
| León Cortés Castro                  | 1936-1940    | PRN    |                                                                    |
| Rafael Ángel Calderón Guardia       | 1940-1944    | PRN    |                                                                    |
| Teodoro Picado Michalski            | 1944-1948    | PRN    | Demis după nerecunoașterea rezultelor votului din 1948.            |
| José Figueres Ferrer                | 1948-1949    | PLN    | Venit la putere în timpul războilui civil. Primul mandat.          |
| Luis Rafael Otilio Ulate Blanco     | 1949-1953    | PUN    |                                                                    |
| José Figueres Ferrer                | 1953-1958    | PLN    | Second term.                                                       |
| Mario Echandi Jiménez               | 1958-1962    | PUN    |                                                                    |
| Francisco Orlich Bolmarcich         | 1962-1966    | PLN    |                                                                    |
| José Joaquín Trejos Fernández       | 1966-1970    | PUN    |                                                                    |
| José Figueres Ferrer                | 1970-1974    | PLN    | Cel de-al treilea mandat. Realegerea prezidențială devine ilegală. |
| Daniel Oduber Quirós                | 1974-1978    | PLN    |                                                                    |
| Rodrigo Alberto Carazo Odio         | 1978-1982    | PUSC   |                                                                    |
| Luis Alberto Monge Álvarez          | 1982-1986    | PLN    |                                                                    |
| Óscar Arias Sánchez                 | 1986-1990    | PLN    | Primul mandat; câștigător al premiului Nobel pentru Pace în 1987.  |
| Rafael Ángel Calderón Fournier      | 1990-1994    | PUSC   | Fiul lui Rafael Ángel Calderón Guardia.                            |
| José María Figueres Olsen           | 1994-1998    | PLN    | Fiul lui José Figueres Ferrer.                                     |
| Miguel Ángel Rodríguez Echeverría   | 1998-2002    | PUSC   |                                                                    |
| Abel Pacheco de la Espriella        | 2002-2006    | PUSC   | Realegerea prezidențială redevine legală.                          |
| Óscar Arias Sánchez                 | 2006-2010    | PLN    | Al doilea mandat.                                                  |
| Laura Chinchilla                    | 2010-2014    | PLN    |                                                                    |
| Luis Guillermo Solís                | 2014-2018    | PAC    |                                                                    |
| Carlos Alvarado Quesada             | 2018-2022    | PAC    |                                                                    |
| Rodrigo Chaves Robles               | 2022-        | PPSD   |                                                                    |